# Perla burmeisteriana
Perla burmeisteriana är en bäcksländeart som beskrevs av Peter Walter Claassen 1936. Perla burmeisteriana ingår i släktet Perla och familjen jättebäcksländor. Inga underarter finns listade i Catalogue of Life.